# 6微米制程
6 µm制程是半导体制造制程的一个水平，大约于1974年左右达成。 这一制程由当时领先的半导体公司如英特尔所完成。

## 具有6微米制程的产品
- 于1974年推出的Intel 8080CPU使用这个制程。[3]